# Ginger Ninja
Ginger Ninja is een Deense band en is in Nederland bekend met het nummer Sunshine. Dit nummer gebruikte de NOS tijdens het wereldkampioenschap voetbal 2010 bij compilaties van het Nederlands Elftal; hierdoor werd het een grote hit in Nederland.

## Discografie

### Albums
| Album met eventuele hitnotering(en) in de Nederlandse Album Top 100 | Datum van verschijnen | Datum van binnenkomst | Hoogste positie | Aantal weken | Opmerkingen |
| ------------------------------------------------------------------- | --------------------- | --------------------- | --------------- | ------------ | ----------- |
| Wicked Map                                                          | 25-01-2010            | -                     | -               | -            |             |
| Excess Space                                                        | 27-01-2014            | -                     | -               | -            |             |

### Singles
| Single met eventuele hitnotering(en) in de Nederlandse Top 40 | Datum van verschijnen | Datum van binnenkomst | Hoogste positie | Aantal weken | Opmerkingen                 |
| ------------------------------------------------------------- | --------------------- | --------------------- | --------------- | ------------ | --------------------------- |
| Sunshine                                                      | 2010                  | 19-06-2010            | 5               | 14           | No. 12 in de Single Top 100 |
| Bone Will Break Metal                                         | 2010                  | -                     | tip 6           | -            |                             |

| Single met hitnotering(en) in de Vlaamse Ultratop 50 | Datum van verschijnen | Datum van binnenkomst | Hoogste positie | Aantal weken | Opmerkingen |
| ---------------------------------------------------- | --------------------- | --------------------- | --------------- | ------------ | ----------- |
| Sunshine                                             | 2010                  | -                     | tip 21          | -            |             |